# Edificio G del complesso di Sorgane

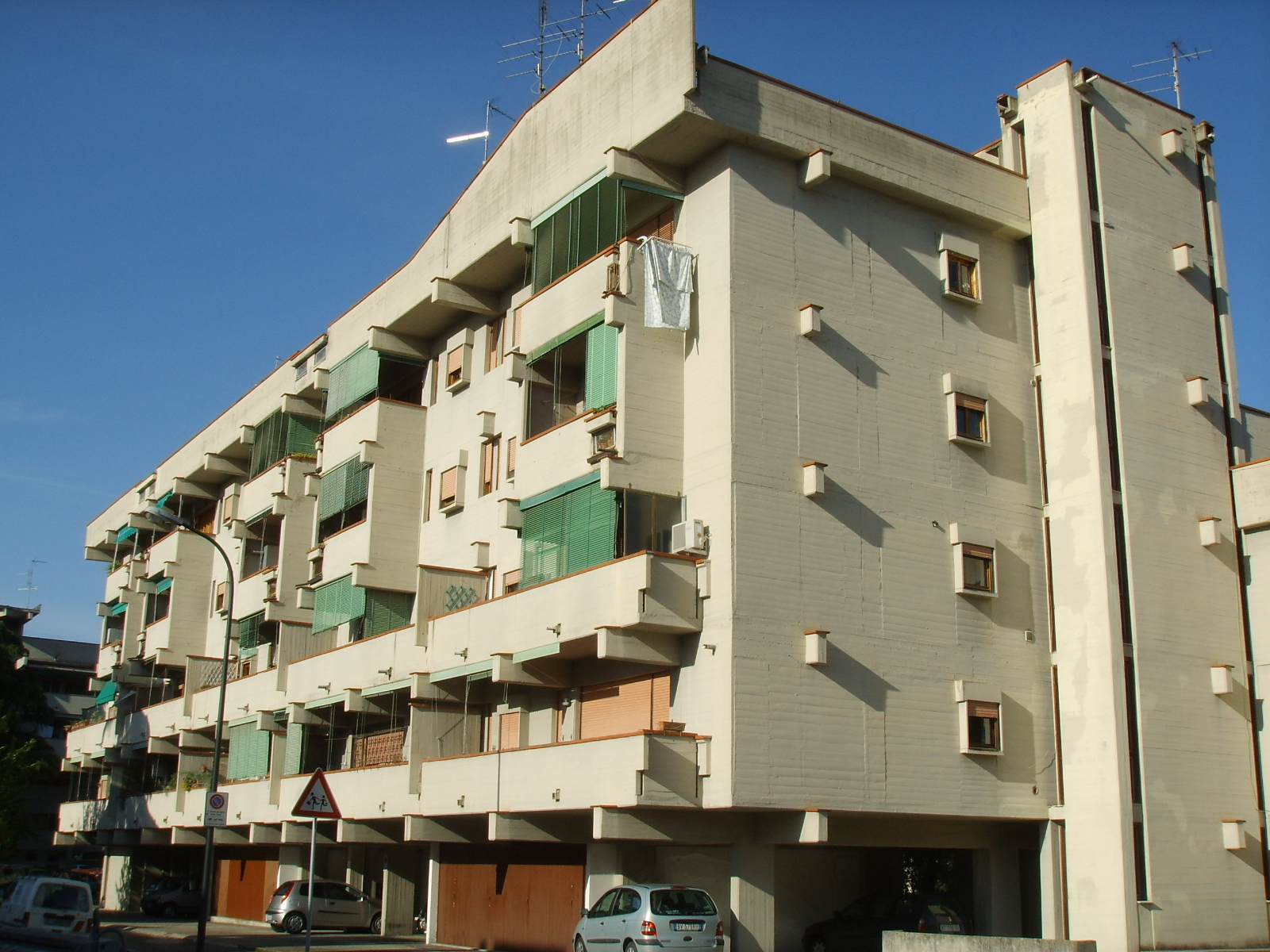
Edificio "G"

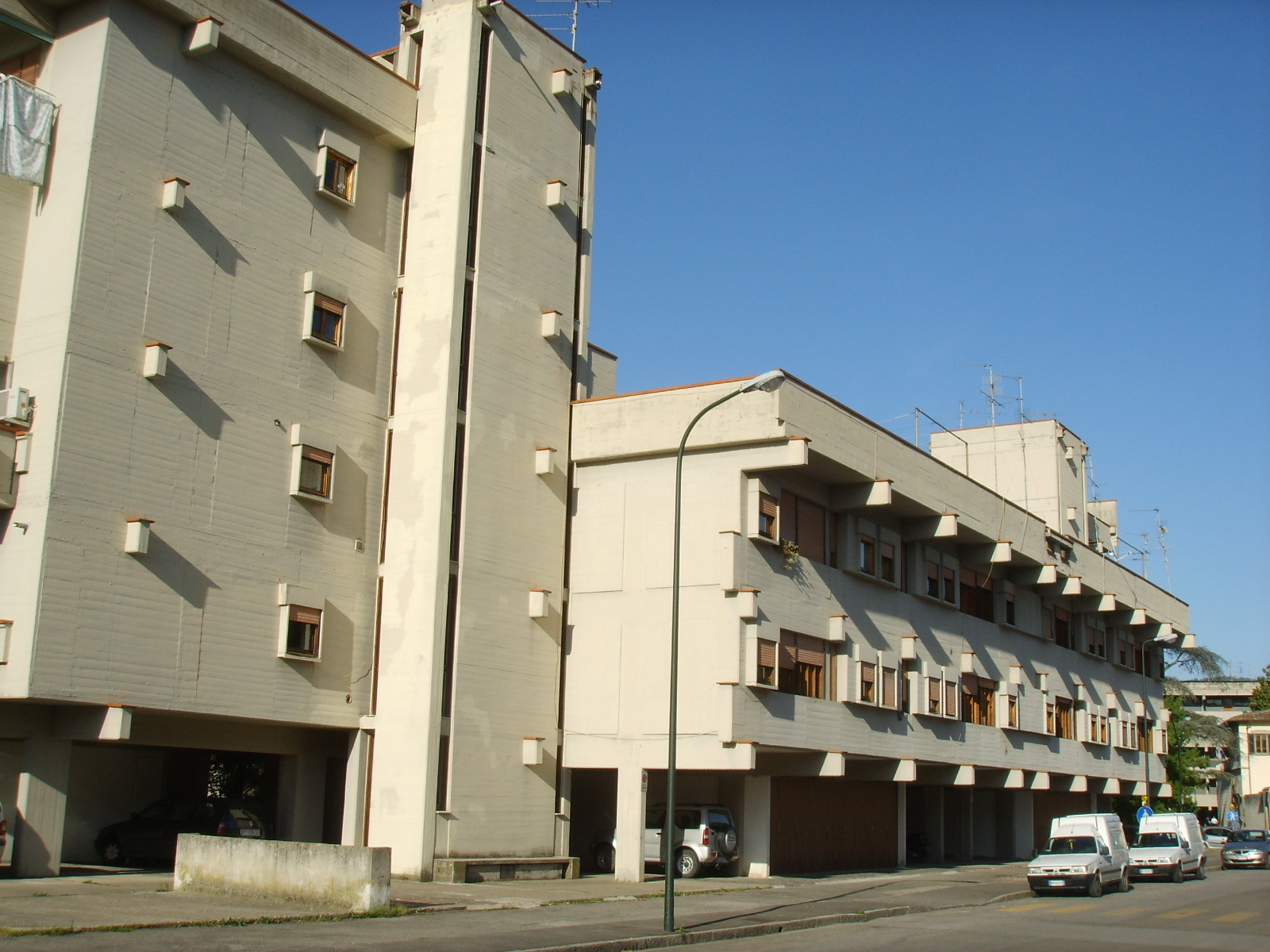
Edificio "G"

Il cosiddetto edificio G è uno dei palazzi del complesso di case popolari a Sorgane realizzati tra il 1962 e il 1970 da un team di architetti fiorentini. In particolare questo edificio venne progettato dal gruppo di Leonardo Savioli. Si trova tra il viale Benedetto Croce e via Isonzo.

## Architettura
L'edificio G (particella 250) presenta una pianta a corte e una volumetria compatta, articolata su 5 e 3 piani fuori terra, e è caratterizzato dalla tipologia a ballatoio. Al piano terra l'edificio, articolato attorno ai 4 corpi torre del vano scale disposti agli angoli del quadrilatero, presenta l'alternanza tra il vuoto degli spazi distributivi, scanditi dai piloti, ed il pieno dei volumi destinati a garage, mentre i piani superiori sono caratterizzati, sui lati nord e sud, dall'alternanza della fasce in cemento e dei nastri delle finestre, e sui due rimanenti dai segni continui dei balconi su travi ricalate ai piani primo e secondo, discontinui ed alternati a finestre riquadrate da cornici ai piani superiori; conclude il tutto il volume aggettante, anch'esso su travi ricalate, del tetto terrazza che propone il medesimo profilo dell'edificio A.
Il percorso a ballatoio, interno al corpo di fabbrica per l'intera lunghezza dell'edificio, conduce ai singoli appartamenti, di 3 e 4 stanze per un totale di 250 vani. La corte interna è adibita a giardino, distribuito su diversi livelli. La superficie esterna è in cemento faccia vista; gli infissi interni ed esterni sono in legno, gli avvolgibili in Pvc; i percorsi pedonali al piano terra sono in ghiaia con ricorsi centrali in pietra; quelli distributivi ai piani superiori sono lastricati con piastrelle di cotto.

## Altre immagini

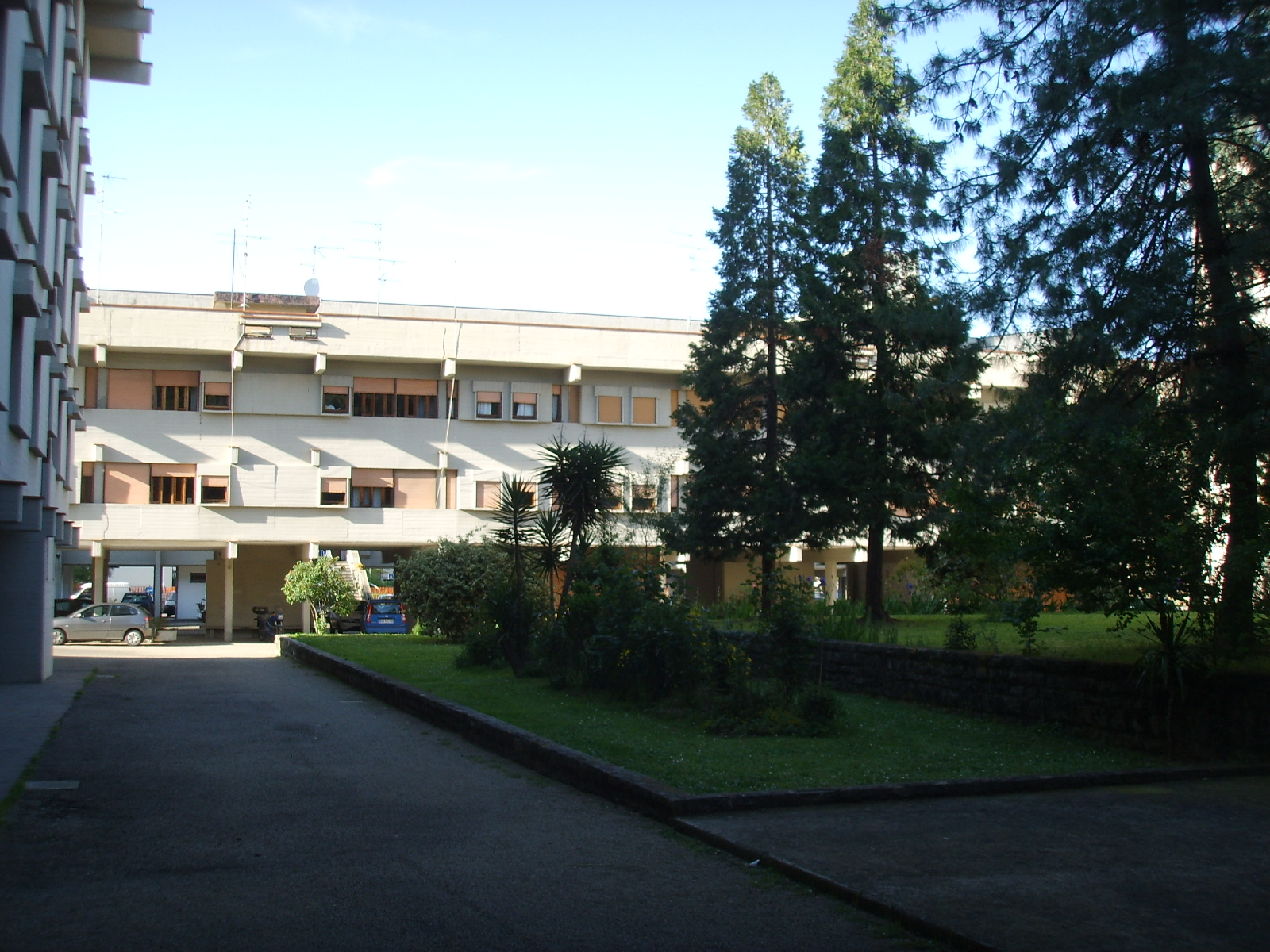
La corte interna
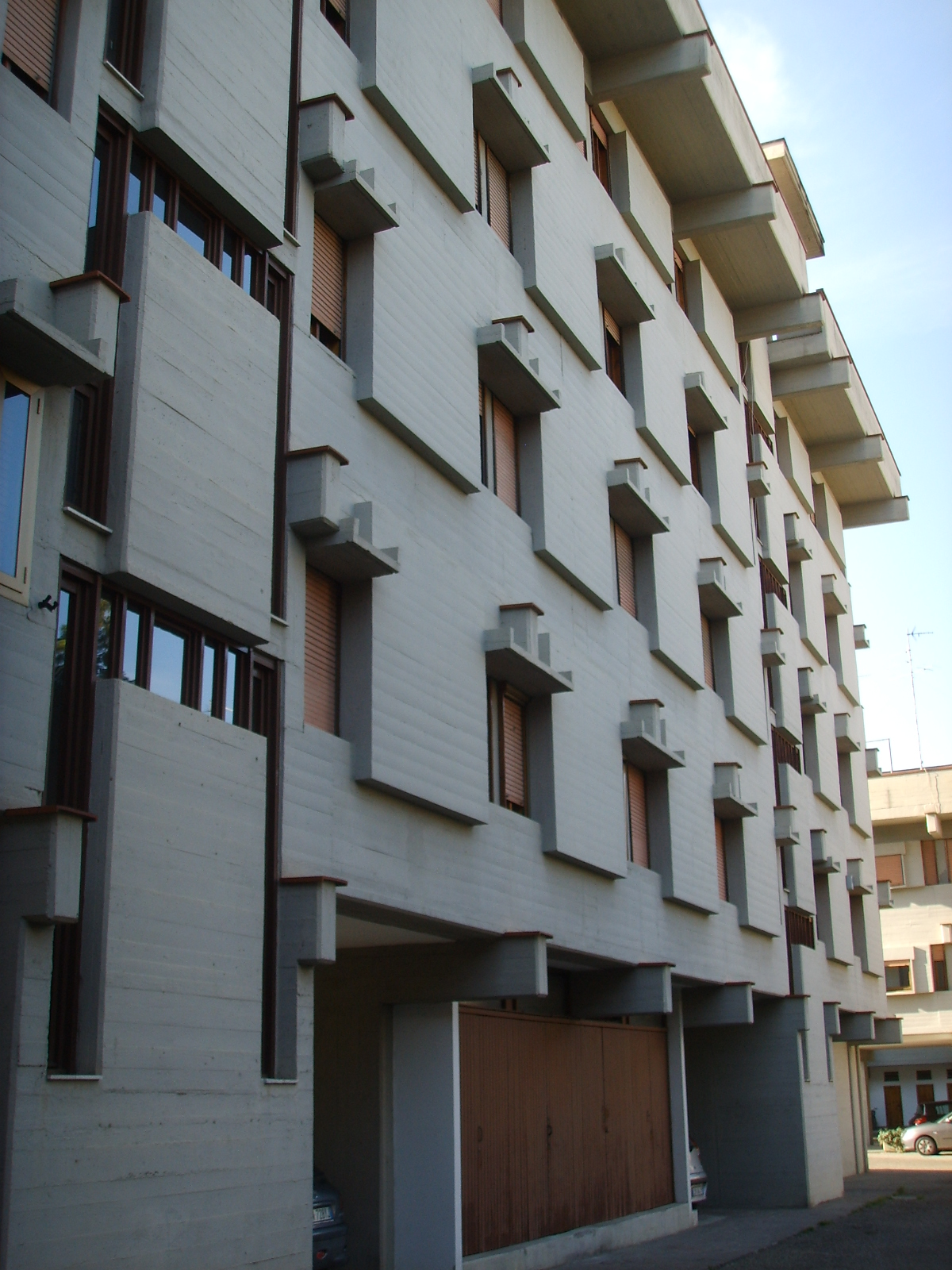
Prospetto interno
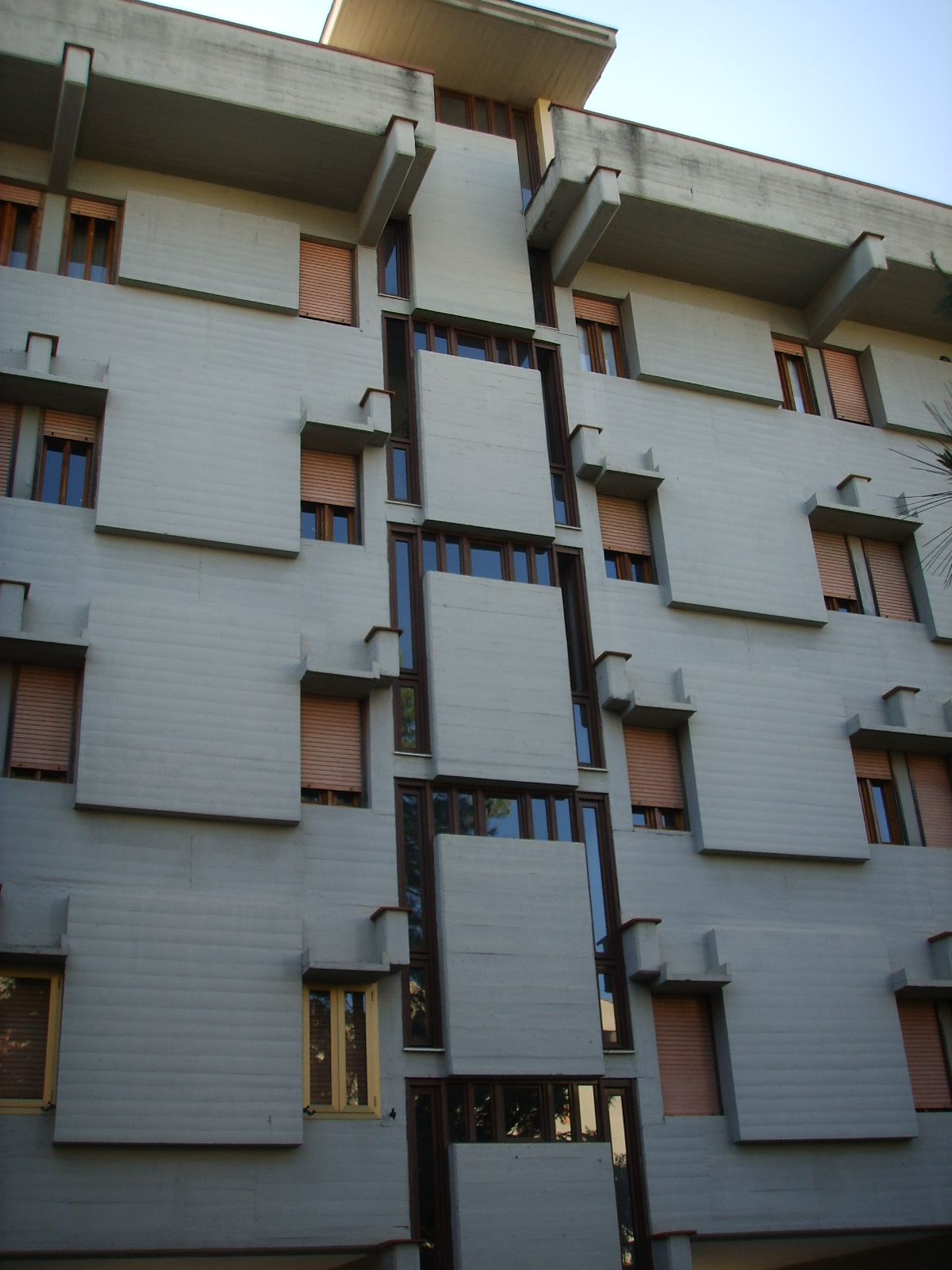
Prospetto interno